# Nahirny
Koordinaten: 48° 27′ 32″ N, 35° 4′ 2″ O
Nahirny (ukrainisch Нагірний, russisch Нагорный) ist ein Stadtviertel im heutigen Stadtteil Sobor der ukrainischen Stadt Dnipro. Es bildet den historischen Stadtkern und beheimatet einen großen Teil der Universitäten und Hochschulen. Dadurch gilt das Stadtviertel allgemein sowohl als sehr prestigeträchtig mit deutlich überdurchschnittlichen Mieten und Immobilienpreisen, als auch sehr studentisch und gebildet.
Das Viertel ist vor allem durch Altbauten des späten 19. Jahrhunderts und der 1950er Jahre geprägt, vereinzelt sind auch Hochhäuser anzutreffen.

## Name
Der Name bedeutet „auf dem Berg (befindlich)“ und setzt sich aus dem ukrainischen Wort für Berg (ukrainisch Гора Hora) und dem Präfix für „auf“ (ukrainisch Na Na) zusammen.

## Lage
Das Stadtviertel befindet sich an und auf dem nördlichen Teil des Dombergs (ukr. Соборна гора) auf einer Höhe von 70 bis 100m und bildet den Südöstlichen Kern der Innenstadt.
Im Norden und Osten bildet der Dnepr mit der vorgelagerten Klosterinsel die Grenze des Stadtviertels. Im Nordwesten und Westen grenzt es an das heutige Stadtzentrum und die historische Sloboda Polowizja und wird durch die Barrikaden-, Exekutivkomitee- und Wernadski-Straßen begrenzt. Südöstlich wird es durch die Eisenbahnstrecke Merefa – Cherson, die über die Merefa-Cherson-Brücke weiterläuft, vom Stadtviertel Mandrykiwka abgegrenzt. Im Süden und Südwesten bildet die Tschernyschewski-Straße die Grenze zum angrenzenden Stadtviertel Tabir.

## Sehenswürdigkeiten
Zum Stadtviertel gehört unter anderem der landseitigen Teil des Schewtschenko-Parks samt dem Studentenpalast, der ehemals gänzlich dem Generalleutnant, Günstling und Liebhaber der Zarin Katharina der Großen Grigori Alexandrowitsch Potjomkin gehörte. Daneben befindet sich der Soborna-Platz mit der Verklärungskathedrale und dem Historischen Museum.
Darüber hinaus beheimatet es mit dem 1798 eröffneten Metschnikow-Krankenkaus eines der ältesten Krankenhäuser der Ukraine, welches als zentrales chirurgisches Zentrum für die gesamte Oblast Dnipropetrowsk dient.
Als historischer Stadtkern beheimatet das Viertel auch viele wichtige Monumente und Denkmäler, darunter das Denkmal des ewigen Ruhmes, das Grabmal von Dmytro Jawornyzkyj am Historischen Museum, das Lomonossow-Denkmal und das General-Puschkin-Denkmal in Form eines sowjetischen T-34-Panzers, das inzwischen ein beliebter Treffpunkt ist.

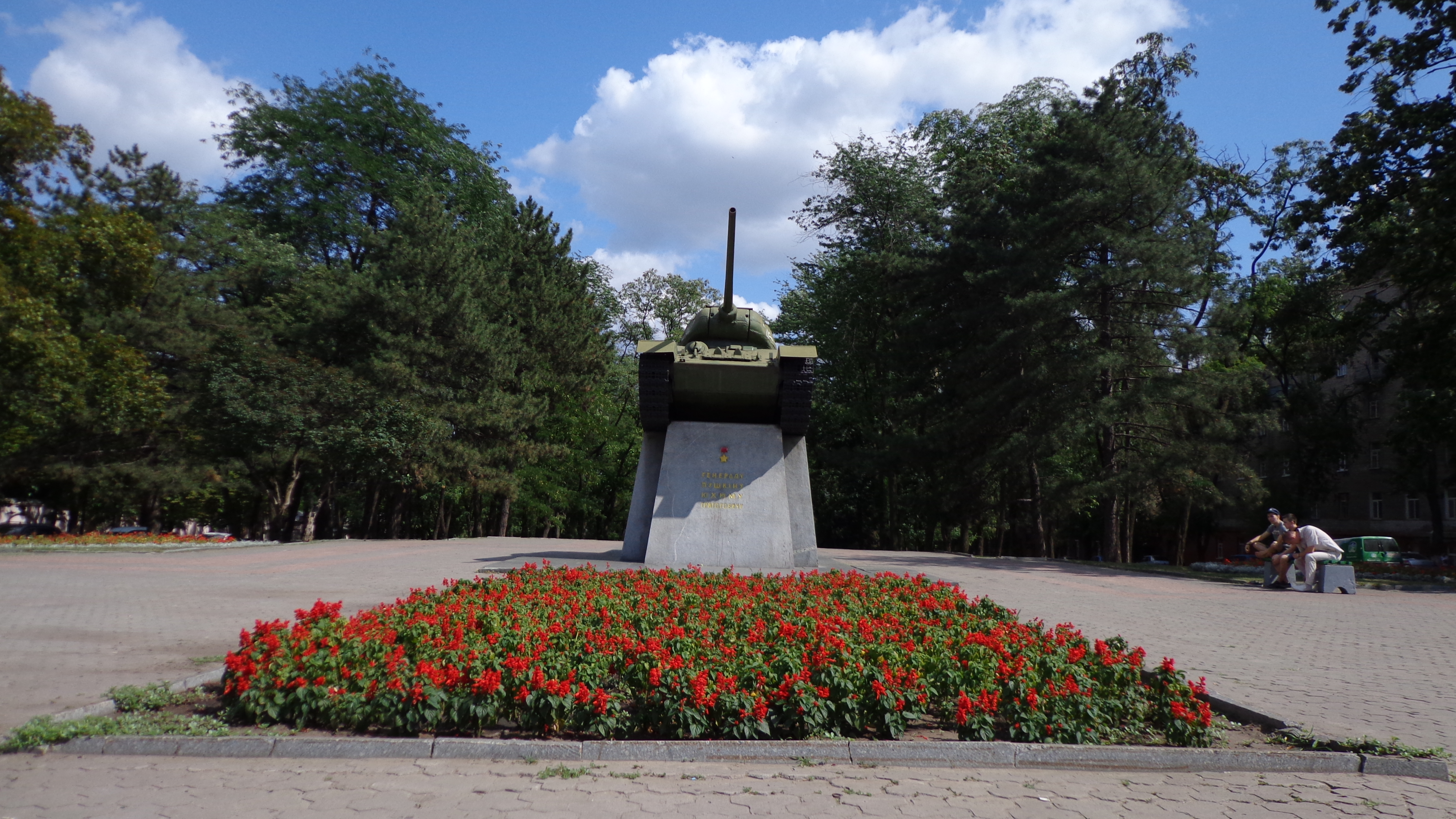
Das General-Puschkin-Denkmal
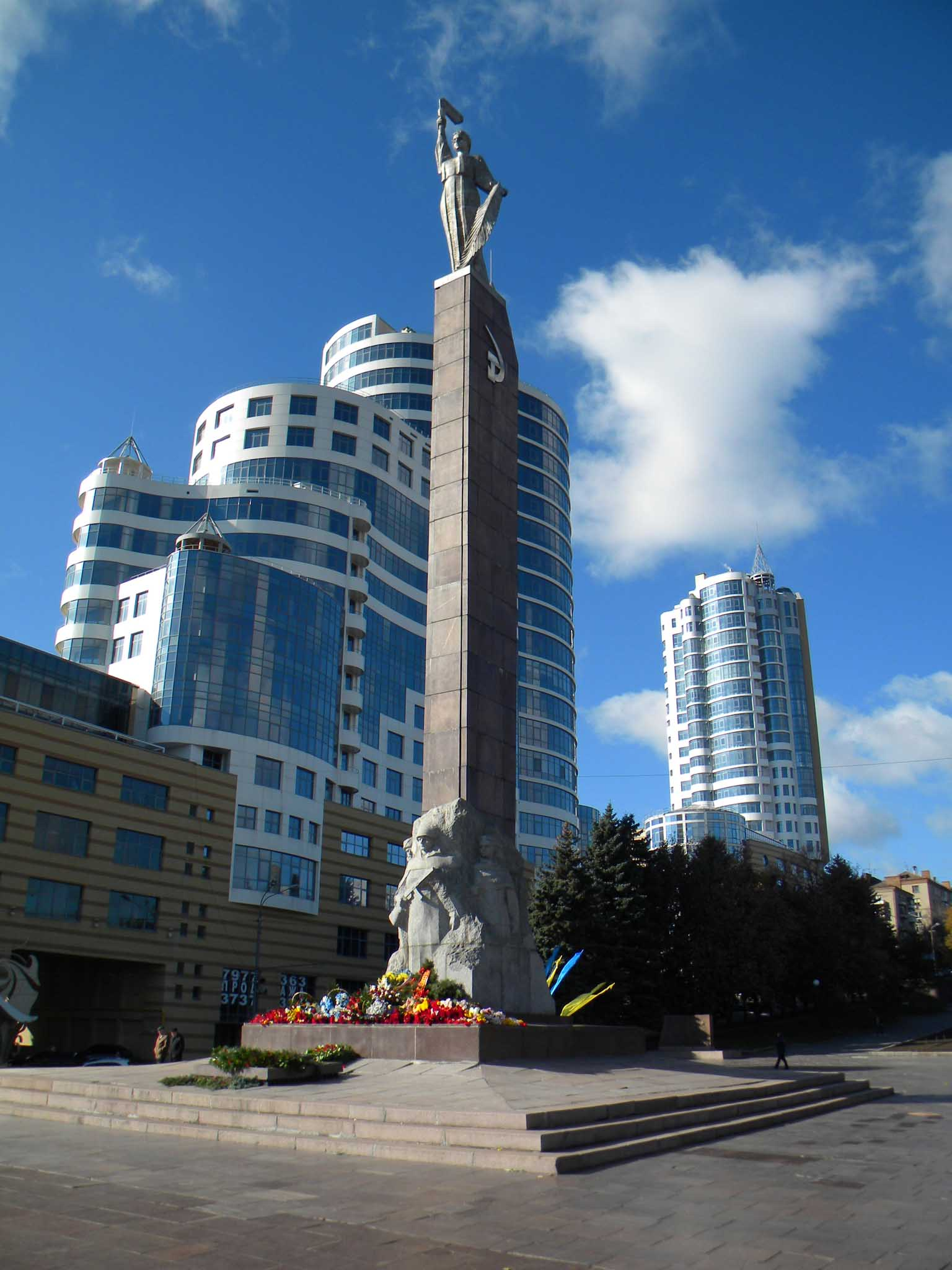
Das Denkmal des ewigen Ruhmes
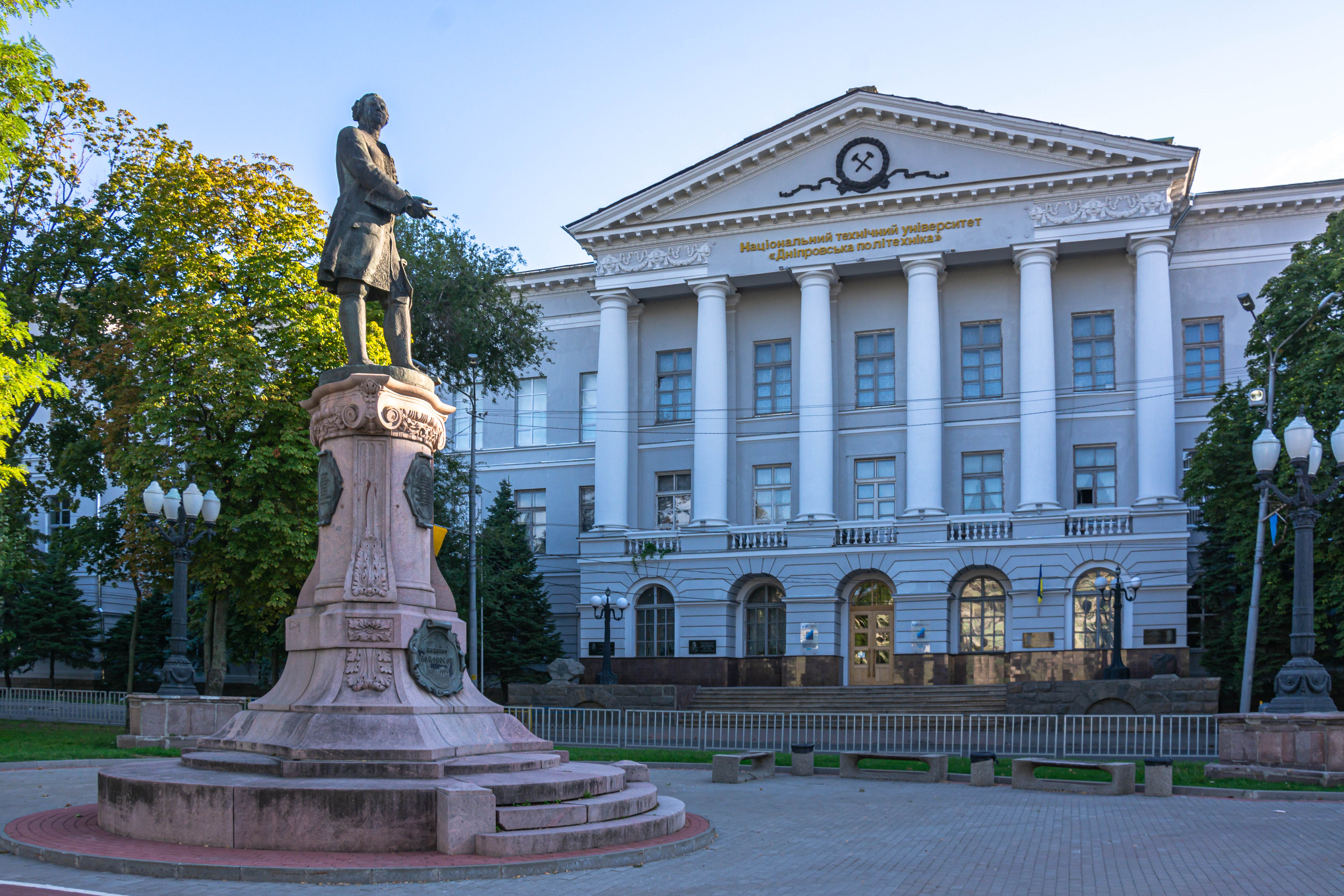
Das Lomonossow-Denkmal und Hauptgebäude der Nationalen Bergbauuniversität der Ukraine
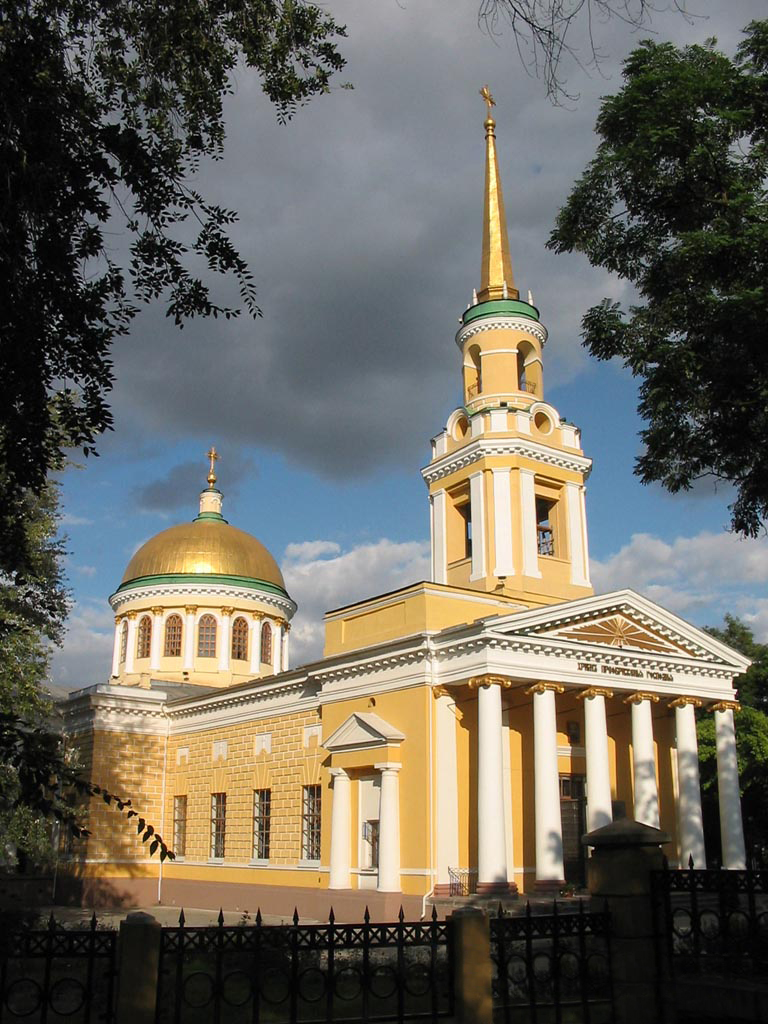
Die Verklärungskathedrale
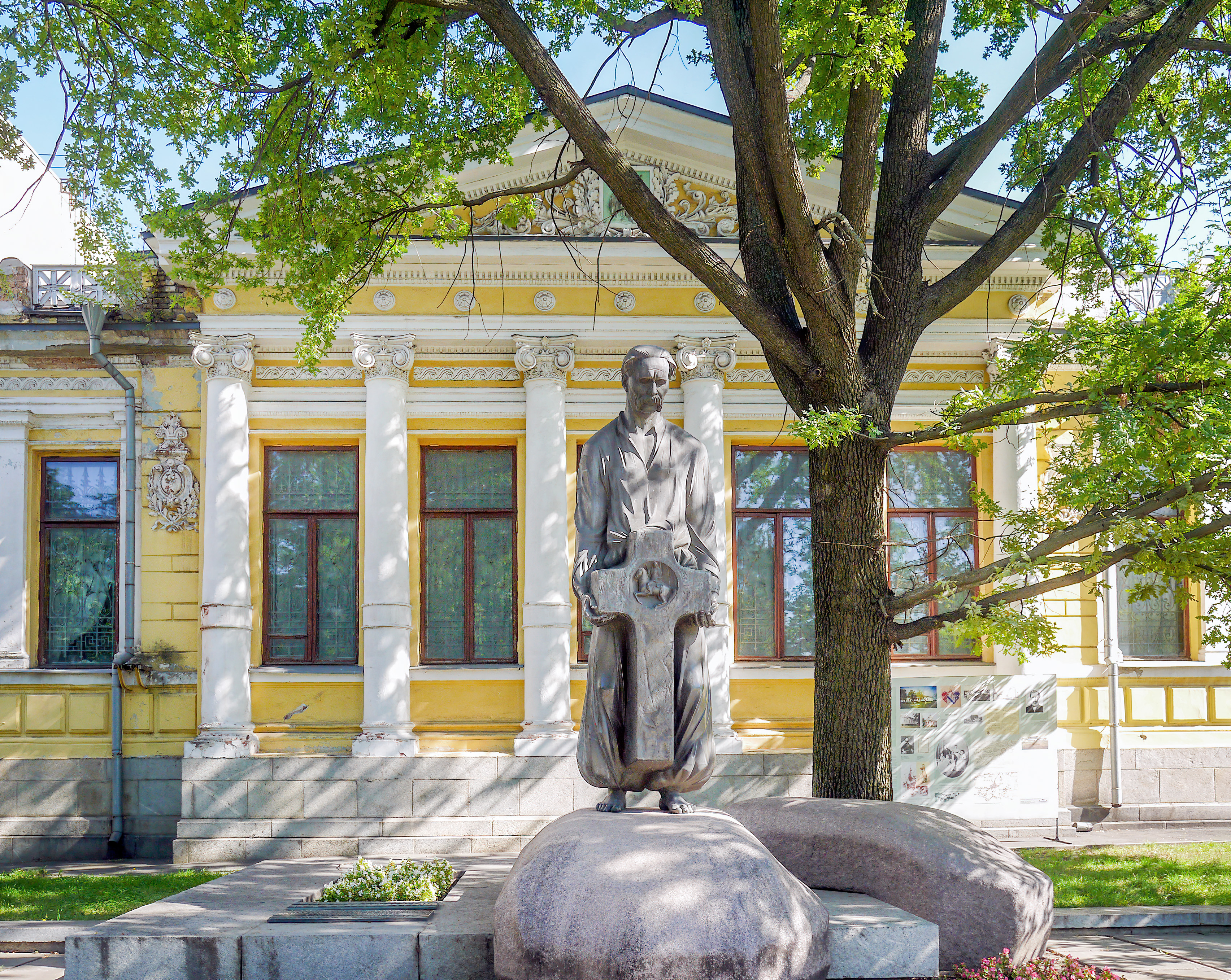
Grabmal von Dmytro Jawornyzkyj

## Geschichte

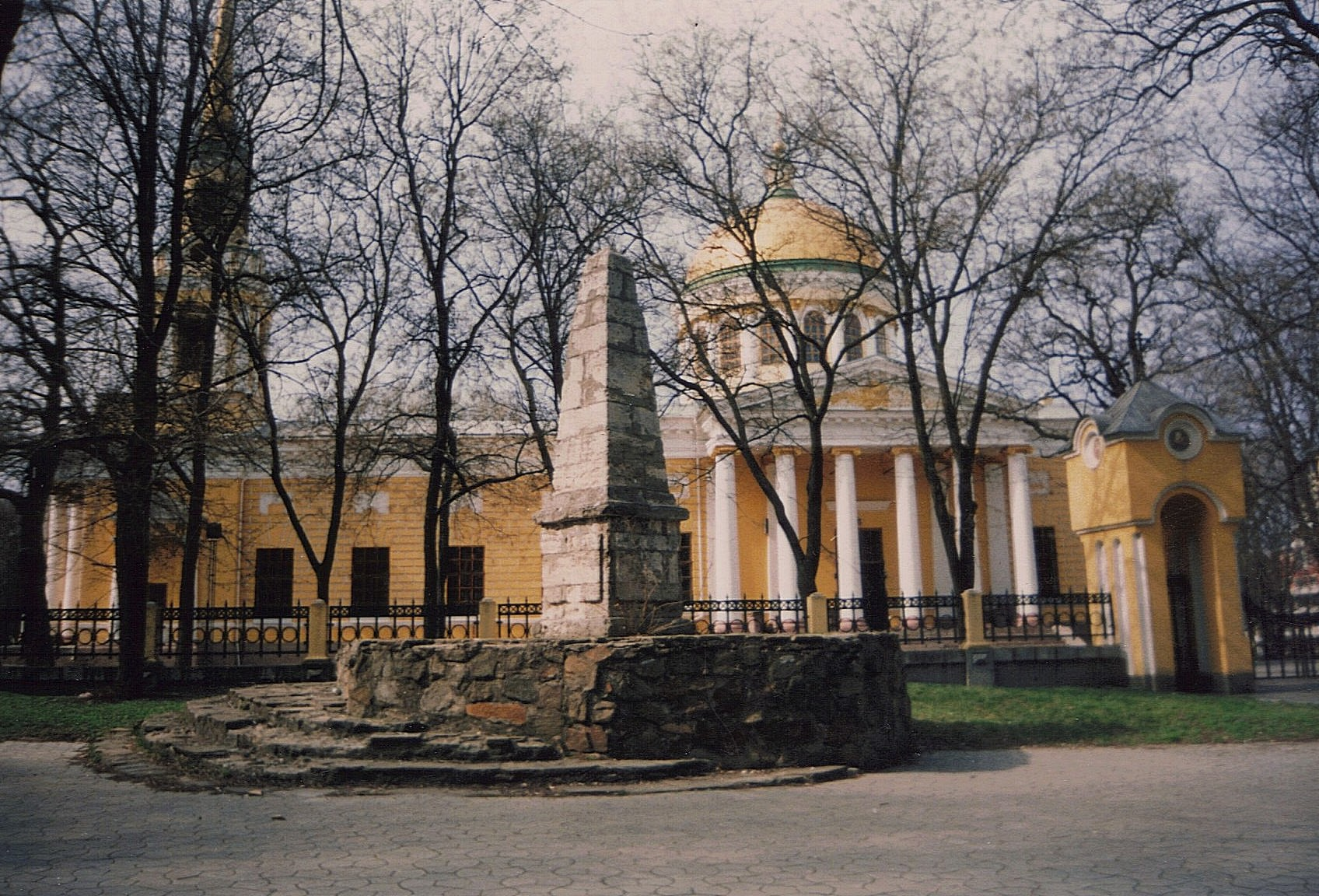
Die Katharinenmeile mit dahintergelegener Verklärungskathedrale

Nach dem Russisch-Osmanischen Krieg von 1768 bis 1774, als der Einfluss des Osmanischen Reiches nördlich des Schwarzen Meeres beseitigt war, wurde im Zuge des sogenannten griechischen Plans der Kaiserin Katharina der Großen ein umfassendes Erschließungsprogramm für die neueroberten südlichen Gebiete angelegt. Unter der Leitung des Fürsten Grigori Potjomkin wurde das Gouvernement Neurussland geschaffen, dessen Hauptstadt das 1776 gegründete Jekaterinoslaw wurde.
Am 9. Mai 1787 wurde in Anwesenheit Katharinas II. und von Kaiser Joseph II. der Grundstein gesetzt. Dazu war die Zarin mit einer Flottille von 80 Schiffen von Kiew angereist, um das Zentrum eines „Neuen Russland“ zu gründen. Diesen Ort markiert heute noch die auf dem Gelände der Verklärungskathedrale im heutigen Soborna-Platz gelegene sogenannte Katharinenmeile.
1899 eröffnete mit der heutigen Nationale Technische Universität „Dniproer Polytechnikum“ südlich des Soborna-Platzes die erste Hochschule der Stadt. Bis in die 1930er-Jahre folgten viele weitere Hochschulen, darunter die Nationale Metallurgische Akademie, Ukrainische staatliche Chemisch-Technologische Universität, Staatliche Medizinische Akademie des Gesundheitsministeriums der Ukraine und die Staatliche Universität für Agrarwissenschaften.